# نوريتش الشمالية (دائرة انتخابية في المملكة المتحدة)
نوريتش الشمالية  (بالإنجليزية: Norwich North)‏ هي إحدى الدوائر الانتخابية في المملكة المتحدة الممثلة في مجلس العموم في برلمان المملكة المتحدة.
عضو البرلمان الذي يمثلها حالياً هو :Dr Ian Gibson (Lab).